# Les aventures de Jou, Zette i Jocko
Les aventures de Jou, Zette i Jocko (en francès original Jo, Zette et Jocko) són una sèrie de cinc còmics d'aventures creats per Hergé a partir de l'any 1936 per la revista catòlica Cœurs Vaillants. Han estat traduïts en català.
En Jou, la Zette i en Jocko són, respectivament, un noi i una noia (germans) i un mico. Els tres personatges van ser creats per Hergé per suggeriment del director de la revista Cœurs Vaillants, el pare Gaston Courtois, que li va demanar un còmic que vehiculés valors més «familiars» que els d'en Tintín. Hergé va decidir, a partir d'un mico que aleshores tenia (de nom precisament Jocko) crear una família de personatges. Les aventures d'aquest trio aventurer, però, sempre han estat a l'ombra del seu «germà gran» Tintín i han gaudit d'un èxit relatiu.

## Personatges
- En realitat, el personatge que és el fil conductor de l'aventura és el pare (Jaques Legrand): un enginyer i home de ciència que viatja arreu del món i que és capaç ja de dissenyar un avió com de construir un punt, i que és el més decidit a l'hora de córrer riscos per salvar fills o posar a prova els seus invents.

- La mare (la Sra. Legrand), el personatge que viurà més lluny de l'aventura i els perills, sempre estarà ben a la vora del telèfon esperant noves dels seus fills i del seu home. En el seu tarannà casolà, tranquil i assenyat hi veiem un reflex de la forma de ser "benpensant" dels clàssics anys trenta.

- El Jou, és el noi que viurà les aventures, junt amb sa germana i son mico, i la veritat és que serà més una víctima passiva amb sort que no pas un aventurer en si; doncs, per accident, i també per ajudar a son pare, es veu en embolics contra dolents com Fred Stockrise (hereu frustrat d'una fortuna) i el savi boig innominat líder dels pirates. En Jou, això no obstant, és un noi valent i sense por, sempre disposat a buscar una sortida als problemes que el persegueixen.

- La Zette, a diferència de la mare, és una noia emancipada, decidida i tan aventurera com son germà, malgrat que sigui més aviat aquest qui corri les situacions perilloses. Sempre va al seu costat i l'ajuda en el que necessita. La Zette, a diferència d'altres personatges d'Hergé (la mare mateixa de Zette, la Bianca Castafiore, la sra. Peggy, etcètera), viu des de dintre, com una heroïna pròpiament dita, les situacions de perill (en comptes de ser un personatge anecdòtic i un element més propi de situacions i elements casolans que no pas d'actuacions heroiques).

- En Jocko és el mico dels dos germans. Un animaló que, comparat amb el Milú d'en Tintín, és un trapella, innocent i juganer, però que es veu en embolics constantment. A vegades, viu aventures i peripècies en solitari. No és gens una bèstia agressiva, però sempre té sort de fugir corrents de les situacions.

## Àlbums
El testament de Mr. Pump
Mr Pump, multimillonari obsessionat per les presses, té un accident mortal fent una volta amb el seu cotxe, i deixa una herència multimilionària. Heretarà la fortuna de Mr. Pump aquell que construeixi, abans d'un any, un avió capaç de fer el vol Nova York - París en una velocitat de 1.000 km/h. En Legrand es posa d'acord amb un dels hereus per construir aquest avió. Aviat passen accidents misteriosos: en Legrand és detingut, en Jou acaba rebent un tret i la Zette és raptada per una ambulància, més tard a casa de la família Legrand ataquen uns misteriosos gàngsters… Fins i tot en Jou, compel·lit pel perill que puguin bombardejar l'aeròdrom, es veu obligat a raptar el carro d'uns gitanos i a córrer com un esperitat amb ells per donar l'alarma... Finalment, el "trio aventurer", que han hagut d'endur-se i pilotar l'aeronau per tal d'impedir que fos bombardejada, van a parar a una misteriosa illa deserta...
Destinació Nova York
Continuació de l'aventura anterior. En Jou, la Zette i en Jocko han anat a parar a una illa francesa, on l'amenacen de confiscar-li l'aparell. Malgrat aquest problema, aconsegueixen enlairar-se i, amb l'aeronau supersònica, van a parar accidentalment al pol Nord. Són rescatats per uns esquimals. En Jocko, fent el trapella, desapareix, i més endavant, en solitari perdut pel mar, es topa amb un vaixell i dona l'alarma a uns amics de Jou i Zette. Aviat tots tres retornen a casa. El pare dels germans desapareix de resultes d'un atemptat, però gràcies a un pare missioner és rescatat. Després el pare és drogat amb un narcòtic, i són en Jou i la Zette els qui fan el recorregut marcat pel milionari Mr. Pump. Quan Fred Stockrise intenta simular un document que acusaria els dos germans de falsificar el vol, fracassa i acaba detingut, mentre que els germans estan llestos per noves peripècies...
El "Manitoba" no contesta
Uns misteriosos pirates, amb una arma quasi de ciència-ficció, roben vaixells per tot l'Atlàntic. La primera víctima és el vaixell "Manitoba". Els tres nostres amics surten a alta mar amb un bot, es perden i són raptats pels pirates. Són portats a la seva base; en Jou s'escapa i corre passadís enllà, però es topa amb el líder dels pirates (un innominat savi boig), que els explica el seu pla, quasi de ciència-ficció: crear un exèrcit de robots amb voluntat pròpia gràcies al qual arribarà a dominar el món. Després, gràcies a un missatge de ràdio de Jou i Zette, s'evita un robatori dels pirates. Els dos germans i el seu mico aconsegueixen fugir gràcies a un submarí, malgrat la persecució dels pirates, i van a parar a una illa, on els indígenes els prenen per déus i els donen hospitalitat. Continua a la següent aventura...
L'erupció del Karamako
Els pirates poden localitzar els tres aventurers, en una illa on succeeix l'erupció del volcà Haramako. La Zette és raptada pels pirates, i en Jou sembla rescatat per uns reporters, però aviat també ell és segrestat. El savi boig intenta utilitzar en Jou ("absorbint-li l'ànima", segons explica aquell) per aconseguir donar vida al robot, sense èxit. La Zette torna a ser raptada; i en Jocko, per accident, es perd pels carrers de la ciutat enmig de mil persecucions mentre la busca. Finalment, en Jocko rescata la Zette i aquesta és rebuda per sons pares com una heroïna. Finalment, malgrat el savi boig destrossa la base provocant una inundació, en Legrand arriba a rescatar a son fill dels pirates, i tornen com a herois.
La vall de les Cobres
El darrer àlbum dels dos trapelles germanets. Té moltes similituds amb Els cigars del faraó (no en va l'Hergé va escriure ambdós àlbums en la mateixa època). Té més crítica sociopolítica que d'altres àlbums d'en Tintín, i hi apareix un secundari d'honor: el Maharajà de Gopal.